# Concours Eurovision de la chanson 1958
- Pays participants
- Pays ayant participé dans le passé

Francfort 1957 Cannes 1959
Le Concours Eurovision de la chanson 1958 fut la troisième édition du concours. Il se déroula le mercredi 12 mars 1958, à Hilversum, aux Pays-Bas. Il fut remporté par la France, avec la chanson Dors, Mon Amour, interprétée par André Claveau. La Suisse termina deuxième et l'Italie, troisième.

## Organisation
Cette année-là, fut instaurée la règle voulant que le pays victorieux organise le concours l'année suivante. Les Pays-Bas, qui avaient remporté l'édition 1957, furent donc le pays hôte.

## Pays participants
Dix pays participèrent au troisième concours. La Suède fit ses débuts.
Le Royaume-Uni ne participa pas, mais diffusa pourtant le concours. Ce fut la dernière fois que le pays s'abstint de concourir. Il revint en 1959 et détient toujours le record du plus grand nombre de participations consécutives.

## Format

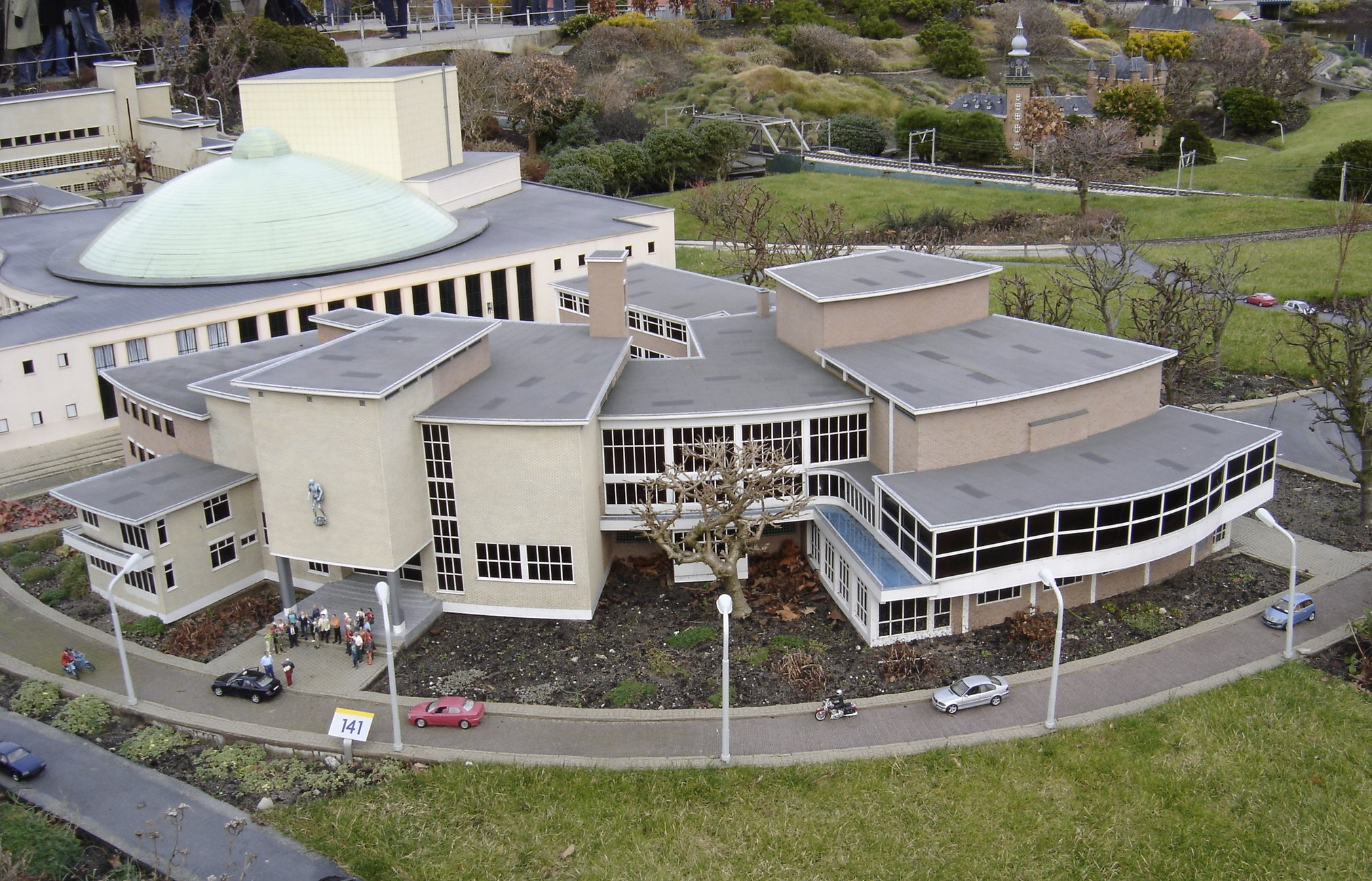
Les studios d'AVRO, à Hilversum.

Le concours eut lieu dans les studios de télévision de la chaîne néerlandaise AVRO. Le décor était fleuri de milliers de tulipes. L'arrière-fond placé derrière les artistes illustrait à chaque fois le thème de leur chanson. Les éléments décoratifs étaient accrochés à un cadre et changés entre chaque prestation, grâce à un plateau tournant.
Le programme dura près d'une heure et quinze minutes.
L’orchestre était dirigé par Dolf van der Linden.

## Déroulement
La présentatrice de la soirée fut Hannie Lips. Elle n'apparut sur scène qu'après que toutes les chansons eurent été jouées. Elle s'exprima en néerlandais, en anglais et en français.
Pour la toute première fois, les noms des pays, des chansons et des artistes furent indiqués à l'écran, par surimpression sur le décor.

## Chansons

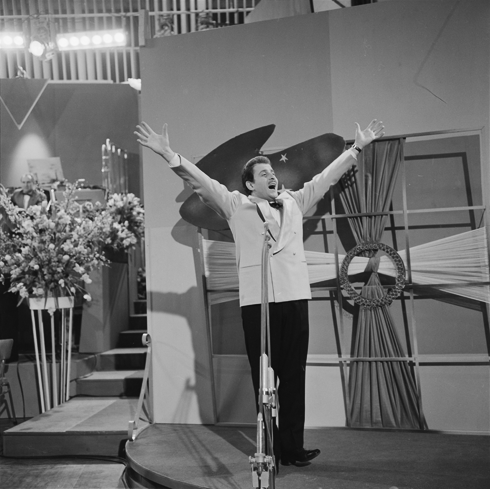
Le représentant italien, Domenico Modugno.

Dix chansons concoururent pour la victoire.
Avec l'édition 1956, l'édition 1958 fut la seule de l'histoire du concours à ne comporter aucune chanson en anglais.
À la suite d'un problème technique, la chanson italienne ne fut pas diffusée convenablement dans tous les pays. Domenico Modugno dut remonter sur scène pour la rechanter, après que tous les autres concurrents furent passés. Sa chanson Nel blu dipinto di blu, plus connue sous le nom de Volare, rencontra par la suite un très grand succès commercial. Elle atteignit la première place du Billboard américain (qu'elle occupa cinq semaines), décrocha deux Grammy Awards (chanson et enregistrement de l'année) et fut reprise par d'innombrables artistes de par le monde (dont Dean Martin et David Bowie). Lors de l'émission spéciale Congratulations, elle fut votée deuxième meilleure chanson jamais présentée au concours, derrière Waterloo d'ABBA.
Il n'y eut jamais d'enregistrement studio de la première participation suédoise au concours. La SVT et la chanteuse, Alice Babs, insatisfaits des paroles de la chanson, la firent réécrire. Ils n'en demandèrent cependant pas l'autorisation à l'auteur original, Åke Gerhard. Par conséquent, ce dernier fit interdire tout enregistrement ultérieur du morceau. Pour sa prestation, Alice Babs revêtit le costume national suédois.
La représentante danoise, Raquel Rastenni, décida d'illustrer le thème de sa chanson Jeg rev et blad ud af min dagbog (J'ai arraché une page de mon journal), en arrachant justement une page d'un cahier posé sur ses genoux.
La représentante allemande, Margot Hielscher, eut recours elle aussi à des accessoires, ainsi qu'à un costume. Elle chaussa une couronne et une écharpe de Miss Jukebox. Durant sa prestation, elle montra trois disques au public, leur demandant lesquels il souhaitait entendre.
Lys Assia, la gagnante de l'édition 1956, fut la première participante de l'histoire du concours à interpréter une chanson recourant à deux langues : l'allemand et l'italien.

## Chefs d'orchestre
| Alberto Semprini | Dolf van der Linden                                    | Franck Pourcel | Kai Mortensen | Willy Fantel | Paul Burkhard |
| ---------------- | ------------------------------------------------------ | -------------- | ------------- | ------------ | ------------- |
| - Italie         | - Allemagne - Belgique - Luxembourg - Pays-Bas - Suède | - France       | - Danemark    | - Autriche   | - Suisse      |

## Entracte
Il y eut deux entractes : le premier, entre la cinquième et la sixième chanson, et le second, avant le vote. Tous deux consistèrent en un programme musical interprété par le Metropole Orkest, sous la direction de Dolf van der Linden. Fut notamment joué Cielito Lindo.

## Vote
Le vote fut décidé entièrement par un panel de jurys nationaux. Les différents jurys furent contactés par téléphone, selon l'ordre inverse de passage des pays participants. 
Chaque jury se composait de dix personnes. Chaque juré attribuait un vote à la chanson qu'il estimait la meilleure.
Les résultats des votes furent annoncés oralement, selon l'ordre de passage des candidats. Pour ce faire, Hannie Lips répéta à haute voix les votes des jurys.
La connexion avec Vienne fut difficile et Lips dut demander au porte-parole de répéter une seconde fois les votes du jury autrichien. 

## Résultats

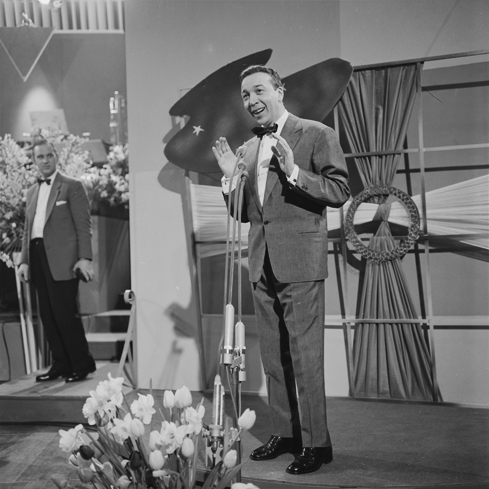
Le vainqueur, André Claveau.

La France remporta le concours pour la première fois, recevant des points de la part de tous les pays participants, à l'exception des Pays-Bas.
André Claveau remercia tous les pays ayant voté pour lui, ainsi que Frank Pourcel, son chef d'orchestre, et les auteurs de sa chanson, Pierre Delanoë et Hubert Giraud. Il conclut en disant : « Croyez bien que mon cœur bat très fort et que je suis très heureux. »
Pour la première fois, plusieurs pays terminèrent à la dernière place. En l'occurrence, le Luxembourg et les Pays-Bas.
Pour la première fois de l'histoire du concours, le pays hôte termina dernier. L’occurrence se produisit à nouveau en 2015 et en 2018. Corry Brokken devint, quant à elle, la seule participante de l'histoire du concours à avoir terminé à la première et à la dernière place.
| Ordre | Pays         | Artiste          | Chanson                          | Langue            | Place | Points |
| ----- | ------------ | ---------------- | -------------------------------- | ----------------- | ----- | ------ |
| 1     | Italie       | Domenico Modugno | Nel blu dipinto di blu           | Italien           | 3     | 13     |
| 2     | Pays-Bas H T | Corry Brokken    | Heel de wereld                   | Néerlandais       | 9     | 1      |
| 3     | France       | André Claveau    | Dors, mon amour                  | Français          | 1     | 27     |
| 4     | Luxembourg   | Solange Berry    | Un grand amour                   | Français          | 9     | 1      |
| 5     | Suède        | Alice Babs       | Lilla stjärna                    | Suédois           | 4     | 10     |
| 6     | Danemark     | Raquel Rastenni  | Jeg rev et blad ud af min dagbog | Danois            | 8     | 3      |
| 7     | Belgique     | Fud Leclerc      | Ma petite chatte                 | Français          | 5     | 8      |
| 8     | Allemagne    | Margot Hielscher | Für zwei Groschen Musik          | Allemand          | 7     | 5      |
| 9     | Autriche     | Liane Augustin   | Die ganze Welt braucht Liebe     | Allemand          | 5     | 8      |
| 10    | Suisse       | Lys Assia        | Giorgio                          | Allemand, Italien | 2     | 24     |

## Anciens participants
| Artiste          | Pays      | Année(s) précédente(s) |
| ---------------- | --------- | ---------------------- |
| Lys Assia        | Suisse    | 1956 (vainqueur), 1957 |
| Corry Brokken    | Pays-Bas  | 1956, 1957 (vainqueur) |
| Margot Hielscher | Allemagne | 1957                   |
| Fud Leclerc      | Belgique  | 1956                   |

Ce fut la première fois que deux anciens vainqueurs revinrent concourir la même année. Il fallut attendre l'édition 2011 pour que cela se produise à nouveau.

## Tableau des votes
| Drapeau de la Suisse                              | Drapeau de l'Autriche | Drapeau de l'Allemagne | Drapeau de la Belgique | Drapeau du Danemark | Drapeau de la Suède | Drapeau du Luxembourg | Drapeau de la France | Drapeau des Pays-Bas | Drapeau de l'Italie | Total |    |
| Pays                                              |                       |                        |                        |                     |                     |                       |                      |                      |                     |       |    |
| Italie                                            | 1                     | 1                      | 4                      | 4                   | –                   | 1                     | –                    | 1                    | 1                   |       | 13 |
| Pays-Bas                                          | 1                     | –                      | –                      | –                   | –                   | –                     | –                    | –                    |                     | –     | 1  |
| France                                            | 1                     | 7                      | 1                      | 1                   | 9                   | 1                     | 1                    |                      | –                   | 6     | 27 |
| Luxembourg                                        | 1                     | –                      | –                      | –                   | –                   | –                     |                      | –                    | –                   | –     | 1  |
| Suède                                             | 3                     | 1                      | –                      | 1                   | –                   |                       | 3                    | –                    | 2                   | –     | 10 |
| Danemark                                          | –                     | –                      | –                      | –                   |                     | 1                     | –                    | 1                    | 1                   | –     | 3  |
| Belgique                                          | 1                     | –                      | 5                      |                     | 1                   | 1                     | –                    | –                    | –                   | –     | 8  |
| Allemagne                                         | –                     | 1                      |                        | 1                   | –                   | 1                     | –                    | 2                    | –                   | –     | 5  |
| Autriche                                          | 2                     |                        | –                      | 1                   | –                   | 1                     | 1                    | 3                    | –                   | –     | 8  |
| Suisse                                            |                       | –                      | –                      | 2                   | –                   | 4                     | 5                    | 3                    | 6                   | 4     | 24 |
| Le tableau suit l'ordre de passage des candidats. |                       |                        |                        |                     |                     |                       |                      |                      |                     |       |    |

## Télédiffuseurs
| Pays        | Télédiffuseur(s)       | Commentateur(s)        | Porte-parole      |
| ----------- | ---------------------- | ---------------------- | ----------------- |
| Allemagne   | Deutsches Fernsehen    | Wolf Mittler           | Claudia Doren     |
| Autriche    | ORF                    | Peter Alexander        | Karl Bruck        |
| Belgique    | INR                    | Arlette Vincent        | Paule Herreman    |
| Belgique    | NIR                    | Nand Baert             | Paule Herreman    |
| Danemark    | Statsradiofonien TV    | Gunnar Hansen          | Bent Henius       |
| France      | RTF                    | Pierre Tchernia        | Armand Lanoux     |
| Italie      | Programma Nazionale    | Bianca Maria Piccinino | Fulvia Colombo    |
| Luxembourg  | Télé Luxembourg        | Jacques Navadic        | ?                 |
| Pays-Bas    | NTS                    | Siebe van der Zee      | Piet te Nuyl      |
| Royaume-Uni | BBC Television Service | Peter Haigh            | (non participant) |
| Royaume-Uni | BBC Light Programme    | Tom Sloan              | (non participant) |
| Suède       | Radiotjänst TV         | Jan Gabrielsson        | Roland Eiworth    |
| Suisse      | TSR                    | Georges Hardy          | Mäni Weber        |
| Suisse      | TV DSR                 | Theodor Haller         | Mäni Weber        |